# Tonjong (Tonjong)
Tonjong is een bestuurslaag in het regentschap Brebes van de provincie Midden-Java, Indonesië. Tonjong telt 8029 inwoners (volkstelling 2010).